# Josep Maria Margall
José María Margall Tauler (catalão:Josep Maria Margall i Tauler) (Calella, 17 de março de 1955) é um ex-basquetebolista espanhol que integrou a seleção espanhola que conquistou a medalha de prata disputada nos XXIII Jogos Olímpicos de Verão realizados em Los Angeles em 1984.